# Te extraño, te olvido, te amo
"Te Extraño, Te Olvido, Te Amo" (рус. Я скучаю по тебе, Я забуду тебя, Я люблю тебя) – это первый сингл с альбома Рики Мартин «A Medio Vivir». Он был выпущен 5 сентября 1995 г. в латиноамериканских странах.

## Клип
Первый клип, режиссёром которого стал Густаво Гарзон был снят в 1995 г. и выиграл Премию «Ло Нуэстро» в категории «Видео Года»;  а второй был снят в августе 1997 г. во Франции, его режиссёром стал Кристоф Гштальдер.

## Появление в чарте
Песня достигла девятой строки в Hot Latin Songs в США в 1995 г.
После успеха "Maria" в Европе "Te Extraño, Te Olvido, Te Amo" был также выпущен синглом в нескольких европейских странах в сентябре 1997 г. Он достиг пика на четвёртой строке во Франции и бельгийской Валлонии и девятнадцатой в Швейцарии. Был сертифицирован Золотом во Франции (373 000 проданных копий) и Бельгии.

## Форматы и трек-листы
European CD single
1. "Te Extraño, Te Olvido, Te Amo" (Radio Edit) – 3:58
2. "Somos la Semilla" – 3:56

European CD maxi-single
1. "Te Extraño, Te Olvido, Te Amo" (Radio Edit) –  3:58
2. "Te Extraño, Te Olvido, Te Amo" (Album Version) – 4:41
3. "Dónde Estarás" (Radio Edit) – 3:43
4. "Dónde Estarás" (Extended Remix) – 4:45
5. "Dónde Estarás" (PM Project Extended Remix) – 6:10

European CD maxi-single
1. "Te Extraño, Te Olvido, Te Amo" (Album Version) – 4:41
2. "Bombón de Azúcar" (M&N Classic Club Mix) – 6:14
3. "Bombón de Azúcar" (The Disco Dream Dub) – 5:20

## Чарты и сертификации

### Чарты
| Чарт (1995)                    | Наивысшая позиция |
| ------------------------------ | ----------------- |
| US Billboard Hot Latin Songs   | 9                 |
| US Billboard Latin Pop Songs   | 2                 |
| US Billboard Tropical Songs    | 9                 |
| Чарт (1997)                    | Наивысшая позиция |
| Belgian Wallonia Singles Chart | 4                 |
| Finland Top 50 Hits            | 26                |
| French Singles Chart           | 4                 |
| Swiss Singles Chart            | 19                |

### Годовые чарты
| Чарт (1997)                    | Позиция |
| ------------------------------ | ------- |
| Belgian Wallonia Singles Chart | 26      |
| French Singles Chart           | 27      |

### Сертификации
| Страна  | Сертификаты |
| ------- | ----------- |
| Бельгия | Gold        |
| Франция | Gold        |